# Élections législatives de 1993 en Moselle
Les élections législatives françaises de 1993 se déroulent les 21 et 28 mars 1993. Dans le département de la Moselle, dix députés sont à élire dans le cadre de dix circonscriptions.

## Élus
| Circonscription | Député sortant     | Parti | Parti     | Député élu ou réélu | Parti | Parti     |
| --------------- | ------------------ | ----- | --------- | ------------------- | ----- | --------- |
| 1re             | Jean Laurain       |       | PS        | François Grosdidier |       | RPR       |
| 2e              | Denis Jacquat      |       | UDF (PR)  | Denis Jacquat       |       | UDF (PR)  |
| 3e              | Jean-Louis Masson  |       | RPR       | Jean-Louis Masson   |       | RPR       |
| 4e              | Aloyse Warhouver   |       | MDR       | Aloyse Warhouver    |       | MDR       |
| 5e              | Jean Seitlinger    |       | UDF (CDS) | Jean Seitlinger     |       | UDF (CDS) |
| 6e              | Roland Metzinger   |       | PS        | Pierre Lang         |       | UDF (PR)  |
| 7e              | André Berthol      |       | RPR       | André Berthol       |       | RPR       |
| 8e              | Jean Kiffer        |       | app. RPR  | Jean Kiffer         |       | CNIP      |
| 9e              | Jean-Marie Demange |       | RPR       | Jean-Marie Demange  |       | RPR       |
| 10e             | René Drouin        |       | PS        | Alphonse Bourgasser |       | app. UDF  |

## Résultats

### Résultats à l'échelle du département
| Parti          | Parti                                       | Premier tour | Premier tour | Second tour | Second tour | Sièges |
| Parti          | Parti                                       | Voix         | %            | Voix        | %           | Sièges |
| -------------- | ------------------------------------------- | ------------ | ------------ | ----------- | ----------- | ------ |
|                | Rassemblement pour la République            | 80 934       | 19,83        | 121 757     | 31,71       | 4      |
|                | Union pour la démocratie française          | 52 661       | 12,90        | 86 754      | 22,59       | 4      |
|                | Centre national des indépendants et paysans | 18 366       | 4,50         | 24 653      | 6,42        | 1      |
|                | Divers droite                               | 15 876       | 3,89         | 19 351      | 5,04        | 0      |
|                | Union pour la France                        | 167 837      | 41,11        | 252 515     | 65,76       | 9      |
|                |                                             |              |              |             |             |        |
|                | Parti socialiste                            | 55 595       | 13,62        | 68 234      | 17,77       | 0      |
|                | Mouvement des réformateurs                  | 15 815       | 3,87         | 24 419      | 6,36        | 1      |
|                | Divers gauche (Maj. prés.)                  | 10 385       | 2,54         | 16 604      | 4,32        | 0      |
|                | Alliance des Français pour le progrès       | 81 795       | 20,04        | 109 257     | 28,45       | 1      |
|                |                                             |              |              |             |             |        |
|                | Génération écologie                         | 15 474       | 3,79         |             |             | 0      |
|                | Les Verts                                   | 14 797       | 3,62         | 0           |             |        |
|                | Entente des écologistes                     | 30 271       | 7,42         |             |             | 0      |
|                |                                             |              |              |             |             |        |
|                | Front national                              | 61 329       | 15,02        | 22 235      | 5,79        | 0      |
|                | Divers                                      | 21 900       | 5,36         |             |             | 0      |
|                | Parti communiste français                   | 21 870       | 5,36         | 0           |             |        |
|                | Divers écologiste dont LT-LNÉ               | 17 197       | 4,21         | 0           |             |        |
|                | Extrême gauche dont LO et PT                | 4 851        | 1,19         | 0           |             |        |
|                | Extrême droite                              | 1 170        | 0,29         | 0           |             |        |
|                |                                             |              |              |             |             |        |
| Inscrits       | Inscrits                                    | 685 523      | 100,00       | 685 366     | 100,00      | 10     |
| Abstentions    | Abstentions                                 | 250 420      | 36,53        | 255 723     | 37,31       |        |
| Votants        | Votants                                     | 435 103      | 63,47        | 429 643     | 62,69       |        |
| Blancs et nuls | Blancs et nuls                              | 26 883       | 6,18         | 45 636      | 10,62       |        |
| Exprimés       | Exprimés                                    | 408 220      | 93,82        | 384 007     | 89,38       |        |

### Résultats par circonscription

#### Première circonscription (Metz-Ouest)
| Candidat       | Candidat                | Parti                      | Premier tour | Premier tour | Second tour | Second tour |  |
| Candidat       | Candidat                | Parti                      | Voix         | %            | Voix        | %           |  |
| -------------- | ----------------------- | -------------------------- | ------------ | ------------ | ----------- | ----------- |  |
|                | François Grosdidier élu | RPR (UPF)                  | 8 980        | 22,47        | 20 503      | 52,46       |  |
|                | Jean Laurain sortant    | PS (ADFP)                  | 6 732        | 16,85        | 18 577      | 47,54       |  |
|                | Guy Herlory             | FN                         | 6 069        | 15,19        |             |             |  |
|                | Patrick Abate           | PCF                        | 3 704        | 9,27         |             |             |  |
|                | Pierre Ferrari          | Divers gauche (Maj. prés.) | 3 111        | 7,78         |             |             |  |
|                | Jean-Claude Mahler      | Divers droite              | 3 100        | 7,76         |             |             |  |
|                | Jean-Luc Huet           | GÉ (EÉ)                    | 2 205        | 5,52         |             |             |  |
|                | Patrick Freymuth        | Divers                     | 2 037        | 5,1          |             |             |  |
|                | Gabrielle Kautz         | LT-LNÉ                     | 1 541        | 3,86         |             |             |  |
|                | Alain Monniaux          | LO                         | 807          | 2,02         |             |             |  |
|                | Angel Cossalter         | Divers droite              | 590          | 1,48         |             |             |  |
|                | Arcangelo Di Battista   | PT                         | 460          | 1,15         |             |             |  |
|                | Bernard Campani         | Divers écologiste          | 354          | 0,89         |             |             |  |
|                | Patrice Thirion         | Divers droite              | 274          | 0,69         |             |             |  |
|                | Pierre Rénelier         | Extrême droite             | 0            | 0            |             |             |  |
|                |                         |                            |              |              |             |             |  |
| Inscrits       | Inscrits                | Inscrits                   | 66 976       | 100,00       | 66 879      | 100,00      |  |
| Abstentions    | Abstentions             | Abstentions                | 24 445       | 36,5         | 23 878      | 35,7        |  |
| Votants        | Votants                 | Votants                    | 42 531       | 63,5         | 43 001      | 64,3        |  |
| Blancs et nuls | Blancs et nuls          | Blancs et nuls             | 2 567        | 6,04         | 3 921       | 9,12        |  |
| Exprimés       | Exprimés                | Exprimés                   | 39 964       | 93,96        | 39 080      | 90,88       |  |

#### Deuxième circonscription (Metz-Sud)
| Candidat       | Candidat                    | Parti          | Premier tour | Premier tour | Second tour | Second tour |  |
| Candidat       | Candidat                    | Parti          | Voix         | %            | Voix        | %           |  |
| -------------- | --------------------------- | -------------- | ------------ | ------------ | ----------- | ----------- |  |
|                | Denis Jacquat sortant réélu | UDF (PR)       | 17 637       | 43,46        | 24 541      | 62,28       |  |
|                | Dominique Gros              | PS (ADFP)      | 7 133        | 17,58        | 14 863      | 37,72       |  |
|                | Jean-Marie Nicolay          | FN             | 6 889        | 16,98        |             |             |  |
|                | Jean-Francois Secondé       | GÉ (EÉ)        | 4 297        | 10,59        |             |             |  |
|                | Hervé Guiet                 | Divers         | 2 339        | 5,76         |             |             |  |
|                | Robert Lagal                | PCF            | 1 339        | 3,3          |             |             |  |
|                | Roger Weber                 | Divers         | 949          | 2,34         |             |             |  |
|                |                             |                |              |              |             |             |  |
| Inscrits       | Inscrits                    | Inscrits       | 68 127       | 100,00       | 68 126      | 100,00      |  |
| Abstentions    | Abstentions                 | Abstentions    | 25 023       | 36,73        | 25 278      | 37,1        |  |
| Votants        | Votants                     | Votants        | 43 104       | 63,27        | 42 848      | 62,9        |  |
| Blancs et nuls | Blancs et nuls              | Blancs et nuls | 2 521        | 5,85         | 3 444       | 8,04        |  |
| Exprimés       | Exprimés                    | Exprimés       | 40 583       | 94,15        | 39 404      | 91,96       |  |

#### Troisième circonscription (Metz-Est)
| Candidat       | Candidat                        | Parti                      | Premier tour | Premier tour | Second tour | Second tour |  |
| Candidat       | Candidat                        | Parti                      | Voix         | %            | Voix        | %           |  |
| -------------- | ------------------------------- | -------------------------- | ------------ | ------------ | ----------- | ----------- |  |
|                | Jean-Louis Masson sortant réélu | RPR (UPF)                  | 14 071       | 35,9         | 20 010      | 54,65       |  |
|                | Nathalie Griesbeck              | Divers gauche (Maj. prés.) | 5 981        | 15,26        | 16 604      | 45,35       |  |
|                | Nicole Dorlin                   | FN                         | 5 643        | 14,4         |             |             |  |
|                | Patrick Gerber                  | PS (ADFP)                  | 4 675        | 8,75         |             |             |  |
|                | Armand Bemer                    | Les Verts (EÉ)             | 3 431        | 8,75         |             |             |  |
|                | Rémy Thines                     | Divers                     | 1 523        | 3,89         |             |             |  |
|                | Christian Mougin                | PCF                        | 1 131        | 2,89         |             |             |  |
|                | Marie Scheyer                   | LT-LNÉ                     | 755          | 1,93         |             |             |  |
|                | Fabrice Bernard                 | Divers droite              | 676          | 1,72         |             |             |  |
|                | Gérald Eggrickx                 | Divers droite              | 488          | 1,24         |             |             |  |
|                | Joël Buguel                     | CNIP                       | 386          | 0,98         |             |             |  |
|                | René Vigreux                    | Divers gauche (Maj. prés.) | 306          | 0,78         |             |             |  |
|                | Philippe Mousnier               | Divers droite              | 132          | 0,34         |             |             |  |
|                |                                 |                            |              |              |             |             |  |
| Inscrits       | Inscrits                        | Inscrits                   | 65 313       | 100,00       | 65 311      | 100,00      |  |
| Abstentions    | Abstentions                     | Abstentions                | 23 971       | 36,7         | 24 536      | 37,57       |  |
| Votants        | Votants                         | Votants                    | 41 342       | 63,3         | 40 775      | 62,43       |  |
| Blancs et nuls | Blancs et nuls                  | Blancs et nuls             | 2 144        | 5,19         | 4 161       | 10,2        |  |
| Exprimés       | Exprimés                        | Exprimés                   | 39 198       | 94,81        | 36 614      | 89,8        |  |

#### Quatrième circonscription (Sarrebourg)
| Candidat       | Candidat                       | Parti          | Premier tour | Premier tour | Second tour | Second tour |  |
| Candidat       | Candidat                       | Parti          | Voix         | %            | Voix        | %           |  |
| -------------- | ------------------------------ | -------------- | ------------ | ------------ | ----------- | ----------- |  |
|                | Aloyse Warhouver sortant réélu | MDR            | 15 815       | 35,28        | 24 419      | 54,65       |  |
|                | Alain Marty                    | RPR (UPF)      | 14 646       | 32,67        | 20 260      | 45,35       |  |
|                | Bernard Brion                  | FN             | 5 905        | 13,17        |             |             |  |
|                | Daniel Béguin                  | Les Verts (EÉ) | 2 335        | 5,21         |             |             |  |
|                | Charles Trompette              | PS (ADFP)      | 2 101        | 4,69         |             |             |  |
|                | Philippe Kauffmann             | Divers         | 1 844        | 4,11         |             |             |  |
|                | Gilberte Guérin                | LT-LNÉ         | 1 523        | 3,4          |             |             |  |
|                | André Chmielewski              | PCF            | 663          | 1,48         |             |             |  |
|                |                                |                |              |              |             |             |  |
| Inscrits       | Inscrits                       | Inscrits       | 66 204       | 100,00       | 66 192      | 100,00      |  |
| Abstentions    | Abstentions                    | Abstentions    | 18 997       | 28,69        | 18 780      | 28,37       |  |
| Votants        | Votants                        | Votants        | 47 207       | 71,31        | 47 412      | 71,63       |  |
| Blancs et nuls | Blancs et nuls                 | Blancs et nuls | 2 375        | 5,03         | 2 733       | 5,76        |  |
| Exprimés       | Exprimés                       | Exprimés       | 44 832       | 94,97        | 44 679      | 94,24       |  |

#### Cinquième circonscription (Sarreguemines)
| Candidat       | Candidat                      | Parti          | Premier tour | Premier tour | Second tour | Second tour |  |
| Candidat       | Candidat                      | Parti          | Voix         | %            | Voix        | %           |  |
| -------------- | ----------------------------- | -------------- | ------------ | ------------ | ----------- | ----------- |  |
|                | Jean Seitlinger sortant réélu | UDF (CDS)      | 14 384       | 32,78        | 20 548      | 51,5        |  |
|                | Hubert Roth                   | Divers droite  | 10 616       | 24,2         | 19 351      | 48,5        |  |
|                | Jacqueline Berger             | FN             | 5 724        | 13,05        |             |             |  |
|                | Gilbert Maurer                | PS (ADFP)      | 4 810        | 10,96        |             |             |  |
|                | Gilbert Poirot                | Les Verts (EÉ) | 2 768        | 6,31         |             |             |  |
|                | Bienvenue Amoros              | LT-LNÉ         | 2 108        | 4,8          |             |             |  |
|                | Daniel Gauer                  | Divers         | 1 957        | 4,46         |             |             |  |
|                | Fernand Beckrich              | PCF            | 1 092        | 2,49         |             |             |  |
|                | Stéphane Kiffer               | CNIP           | 416          | 0,95         |             |             |  |
|                |                               |                |              |              |             |             |  |
| Inscrits       | Inscrits                      | Inscrits       | 71 818       | 100,00       | 71 796      | 100,00      |  |
| Abstentions    | Abstentions                   | Abstentions    | 24 824       | 34,57        | 26 254      | 36,57       |  |
| Votants        | Votants                       | Votants        | 46 994       | 65,43        | 45 542      | 63,43       |  |
| Blancs et nuls | Blancs et nuls                | Blancs et nuls | 3 119        | 6,64         | 5 643       | 12,39       |  |
| Exprimés       | Exprimés                      | Exprimés       | 43 875       | 93,36        | 39 899      | 87,61       |  |

#### Sixième circonscription (Forbach)
| Candidat       | Candidat           | Parti          | Premier tour | Premier tour | Second tour | Second tour |  |
| Candidat       | Candidat           | Parti          | Voix         | %            | Voix        | %           |  |
| -------------- | ------------------ | -------------- | ------------ | ------------ | ----------- | ----------- |  |
|                | Pierre Lang élu    | UDF (PR)       | 9 048        | 23,26        | 21 859      | 62,21       |  |
|                | Jean-Éric Bousch   | RPR            | 8 067        | 20,74        | 13 276      | 37,79       |  |
|                | Paul Bladt         | PS (ADFP)      | 5 919        | 15,21        |             |             |  |
|                | Anne-Marie Bouvier | FN             | 5 726        | 14,72        |             |             |  |
|                | Philippe Leick     | GÉ (EÉ)        | 3 605        | 9,27         |             |             |  |
|                | Patricia Moisson   | LT-LNÉ         | 1 753        | 4,51         |             |             |  |
|                | Jean-Louis Hecht   | Divers         | 1 319        | 3,39         |             |             |  |
|                | Alain Morisse      | diss. PS       | 1 293        | 3,32         |             |             |  |
|                | Paul Turlan        | PCF            | 1 234        | 3,17         |             |             |  |
|                | Albert Dal Pozzolo | PT             | 458          | 1,18         |             |             |  |
|                | Francis Gawin      | LO             | 369          | 0,95         |             |             |  |
|                | Patrice Sainty     | AP             | 114          | 0,29         |             |             |  |
|                |                    |                |              |              |             |             |  |
| Inscrits       | Inscrits           | Inscrits       | 70 865       | 100,00       | 70 861      | 100,00      |  |
| Abstentions    | Abstentions        | Abstentions    | 29 628       | 41,81        | 30 852      | 43,54       |  |
| Votants        | Votants            | Votants        | 41 237       | 58,19        | 40 009      | 56,46       |  |
| Blancs et nuls | Blancs et nuls     | Blancs et nuls | 2 332        | 5,66         | 4 874       | 12,18       |  |
| Exprimés       | Exprimés           | Exprimés       | 38 905       | 94,34        | 35 135      | 87,82       |  |

#### Septième circonscription (Saint-Avold)
| Candidat       | Candidat                    | Parti          | Premier tour | Premier tour | Second tour | Second tour |  |
| Candidat       | Candidat                    | Parti          | Voix         | %            | Voix        | %           |  |
| -------------- | --------------------------- | -------------- | ------------ | ------------ | ----------- | ----------- |  |
|                | André Berthol sortant réélu | RPR (UPF)      | 19 374       | 44,83        | 25 651      | 66,77       |  |
|                | Arthur Matecki              | FN             | 8 145        | 18,85        | 12 764      | 33,23       |  |
|                | Michel Weber                | PS (ADFP)      | 4 851        | 11,23        |             |             |  |
|                | Marie-Anne Isler-Béguin     | Les Verts (EÉ) | 4 123        | 9,54         |             |             |  |
|                | Raymond Dour                | Divers         | 2 556        | 5,91         |             |             |  |
|                | Patrice Huck                | LT-LNÉ         | 2 316        | 5,36         |             |             |  |
|                | Jean-Claude Brem            | PCF            | 1 351        | 3,13         |             |             |  |
|                | Marcel Simon                | PLN            | 500          | 1,16         |             |             |  |
|                |                             |                |              |              |             |             |  |
| Inscrits       | Inscrits                    | Inscrits       | 73 435       | 100,00       | 73 434      | 100,00      |  |
| Abstentions    | Abstentions                 | Abstentions    | 26 705       | 36,37        | 28 681      | 39,06       |  |
| Votants        | Votants                     | Votants        | 46 730       | 63,63        | 44 753      | 60,94       |  |
| Blancs et nuls | Blancs et nuls              | Blancs et nuls | 3 514        | 7,52         | 6 338       | 14,16       |  |
| Exprimés       | Exprimés                    | Exprimés       | 43 216       | 92,48        | 38 415      | 85,84       |  |

#### Huitième circonscription (Fameck)
| Candidat       | Candidat                  | Parti             | Premier tour | Premier tour | Second tour | Second tour |  |
| Candidat       | Candidat                  | Parti             | Voix         | %            | Voix        | %           |  |
| -------------- | ------------------------- | ----------------- | ------------ | ------------ | ----------- | ----------- |  |
|                | Jean Kiffer sortant réélu | CNIP (UPF)        | 17 564       | 42,36        | 24 653      | 60,34       |  |
|                | Michel Liebgott           | PS (ADFP)         | 7 176        | 17,3         | 16 202      | 39,66       |  |
|                | Gérard Acquaviva          | FN                | 5 941        | 14,33        |             |             |  |
|                | Jean-Yves Merckle         | Divers            | 2 355        | 5,68         |             |             |  |
|                | Gérard Auburtin           | PCF               | 2 223        | 5,36         |             |             |  |
|                | Nicolas Schiffler         | Les Verts (EÉ)    | 2 140        | 5,16         |             |             |  |
|                | Georges Weiland           | Divers écologiste | 1 432        | 3,45         |             |             |  |
|                | Monique Peley             | LT-LNÉ            | 1 380        | 3,33         |             |             |  |
|                | Annick Jolivet            | LO                | 1 257        | 3,03         |             |             |  |
|                |                           |                   |              |              |             |             |  |
| Inscrits       | Inscrits                  | Inscrits          | 68 935       | 100,00       | 68 923      | 100,00      |  |
| Abstentions    | Abstentions               | Abstentions       | 24 388       | 35,38        | 24 340      | 35,31       |  |
| Votants        | Votants                   | Votants           | 44 547       | 64,62        | 44 583      | 64,69       |  |
| Blancs et nuls | Blancs et nuls            | Blancs et nuls    | 3 079        | 6,91         | 3 728       | 8,36        |  |
| Exprimés       | Exprimés                  | Exprimés          | 41 468       | 93,09        | 40 855      | 91,64       |  |

#### Neuvième circonscription (Thionville)
| Candidat       | Candidat                         | Parti          | Premier tour | Premier tour | Second tour | Second tour |  |
| Candidat       | Candidat                         | Parti          | Voix         | %            | Voix        | %           |  |
| -------------- | -------------------------------- | -------------- | ------------ | ------------ | ----------- | ----------- |  |
|                | Jean-Marie Demange sortant réélu | RPR (UPF)      | 15 796       | 42,27        | 22 057      | 69,96       |  |
|                | Guy Manoux                       | FN             | 5 451        | 14,59        | 9 471       | 30,04       |  |
|                | Éric Michel                      | PS (ADFP)      | 5 049        | 13,51        |             |             |  |
|                | Gérard Botella                   | GÉ (EÉ)        | 3 367        | 9,01         |             |             |  |
|                | Roger Morel                      | PCF            | 2 627        | 7,03         |             |             |  |
|                | Marie-Ange Eustache              | Divers         | 2 258        | 6,04         |             |             |  |
|                | Thérèse Roussel                  | LT-LNÉ         | 1 768        | 4,73         |             |             |  |
|                | René Schroeder                   | Extrême droite | 1 056        | 2,83         |             |             |  |
|                |                                  |                |              |              |             |             |  |
| Inscrits       | Inscrits                         | Inscrits       | 66 087       | 100,00       | 66 087      | 100,00      |  |
| Abstentions    | Abstentions                      | Abstentions    | 25 992       | 39,33        | 27 883      | 42,19       |  |
| Votants        | Votants                          | Votants        | 40 095       | 60,67        | 38 204      | 57,81       |  |
| Blancs et nuls | Blancs et nuls                   | Blancs et nuls | 2 723        | 6,79         | 6 676       | 17,47       |  |
| Exprimés       | Exprimés                         | Exprimés       | 37 372       | 93,21        | 31 528      | 82,53       |  |

#### Dixième circonscription (Hayange)
| Candidat       | Candidat                 | Parti          | Premier tour | Premier tour | Second tour | Second tour |  |
| Candidat       | Candidat                 | Parti          | Voix         | %            | Voix        | %           |  |
| -------------- | ------------------------ | -------------- | ------------ | ------------ | ----------- | ----------- |  |
|                | Alphonse Bourgasser élu  | app. UDF       | 11 592       | 29,87        | 19 806      | 51,58       |  |
|                | René Drouin sortant      | PS (ADFP)      | 7 149        | 18,42        | 18 592      | 48,42       |  |
|                | Luc Corradi              | PCF            | 6 200        | 15,98        |             |             |  |
|                | Guy Alexandre            | FN             | 5 836        | 15,04        |             |             |  |
|                | Christine Laporte        | LT-LNÉ         | 2 267        | 5,84         |             |             |  |
|                | Michel Dohme             | Divers         | 2 263        | 5,83         |             |             |  |
|                | Jean-Jacques Piezanowski | GÉ (EÉ)        | 2 000        | 5,15         |             |             |  |
|                | Bernard Thierry          | LO             | 1 500        | 3,87         |             |             |  |
|                |                          |                |              |              |             |             |  |
| Inscrits       | Inscrits                 | Inscrits       | 67 763       | 100,00       | 67 757      | 100,00      |  |
| Abstentions    | Abstentions              | Abstentions    | 26 447       | 39,03        | 25 241      | 37,25       |  |
| Votants        | Votants                  | Votants        | 41 316       | 60,97        | 42 516      | 62,75       |  |
| Blancs et nuls | Blancs et nuls           | Blancs et nuls | 2 509        | 6,07         | 4 118       | 9,69        |  |
| Exprimés       | Exprimés                 | Exprimés       | 38 807       | 93,93        | 38 398      | 90,31       |  |